# Walter-Markov-Preis für Geschichtswissenschaften
Der Walter-Markov-Preis für Geschichtswissenschaften wurde von 1994 bis 2017 von der Karl-Lamprecht-Gesellschaft des Instituts für Kultur- und Universalgeschichte Leipzig an Historiker vergeben. Das European Network in Universal and Global History (ENIUGH) will ab 2019 diese Tradition unter dem Namen Walter Markov Prize fortsetzen.
Die Preisvergabe findet alle zwei Jahre statt. Prämiert werden Arbeiten zur „Französischen Revolution und der vergleichenden Revolutionsgeschichte, der Geschichte der Beziehungen zwischen Ost- und Westeuropa, der Geschichte der Länder Afrikas, Asiens und Südamerikas und ihrer Befreiung von politischer und wirtschaftlicher Abhängigkeit.“ Für die Auswahl werde folgende Aspekte als Kriterium gesetzt: „die Privilegierung des Blicks ‚von unten‘ auf den historischen Prozeß, der Gebrauch und die Weiterentwicklung komparatistischer Ansätze und die Aufmerksamkeit für weltgeschichtliche Zusammenhänge.“ Die Kriterien orientieren sich am wissenschaftlichen Ansatz des Namensgebers Walter Markov (1909–1993).
Der Preis ist mit 1.500 Euro für Drucklegung der ausgezeichneten Arbeit dotiert. Für die Auswahl bildet sich eine Kommission des internationalen Beirats des Instituts für Kultur- und Universalgeschichte in Leipzig.

## Preisträger
- 1994: Norbert Kersken: Geschichtsschreibung im Europa der Nationes. Nationalgeschichtliche Gesamtdarstellungen im Mittelalter. Böhlau-Verlag, Köln, Weimar, Wien 1995, ISBN 3-412-02995-5
- 1997: Thomas Erdmann Fischer: Geschichte der Geschichtskultur. Über den öffentlichen Gebrauch der Vergangenheit von den antiken Kulturen bis zur Gegenwart. Verlag für Wissenschaft und Politik, Köln 2000, ISBN 3-8046-8855-1
- 1999: Knuth Matthias Dethlefsen: British Presence and Rule in China between 1919–1937. (Magisterarbeit)
- 1999: Christian Koller: Von Wilden aller Rassen niedergemetzelt. Die Diskussion um die Verwendung von Kolonialtruppen in Europa zwischen Rassismus, Kolonial- und Militärpolitik 1914–1930. Franz-Steiner-Verlag, Stuttgart 2001, ISBN 3-515-07765-0
- 2001: Oliver B. Hemmerle: ‚Der arme Teufel‘ – Eine transatlantische Zeitschrift zwischen Arbeiterbewegung und bildungsbürgerlichem Kulturtransfer um 1900. Lit-Verlag, Münster, Hamburg, London 2002, ISBN 3-8258-5849-9
- 2001: Ludger Wimmelbücker: Kilimanjaro - a regional history. Production and Living Conditions, c. 1800–1920. Lit-Verlag, Münster, Hamburg, London 2001, ISBN 3-8258-5846-4
- 2003: Astrid Windus: Afroargentinier und Nation. Konstruktionsweisen afroargentinischer Identität im Buenos Aires des 19. Jahrhunderts. Leipziger Universitätsverlag, Leipzig 2005, ISBN 3-86583-004-8
- 2009: Friedemann Pestel: Weimar als Exil. Erfahrungsräume französischer Revolutionsemigranten 1792–1803. Leipziger Universitätsverlag, Leipzig 2010, ISBN 978-3-86583-423-2
- 2011: Christoph Kalter: Die Entdeckung der Dritten Welt. Dekolonisierung und neue radikale Linke in Frankreich. Campus-Verlag, Frankfurt am Main, New York 2011, ISBN 978-3-593-39480-0
- 2013: Katja Naumann: Laboratorien der Weltgeschichtsschreibung. Lehre und Forschung an den Universitäten Chicago, Columbia und Harvard 1918 bis 1968. Vandenhoeck & Ruprecht, Göttingen [2019], ISBN 978-3-525-30174-6
- 2017: Lukas Schemper: Humanity Unprepared: International Organization and the Management of Natural Disaster (1921–1991)
- 2017: Johanna Wolf: “Assurances of Friendship”. Transnationale Wege von Metallgewerkschaftern in der Schiffbauindustrie, 1950–1980. Vandenhoeck & Ruprecht, Göttingen [2018], ISBN 978-3-525-35692-0
- 2020: Eric Burton: Tansanias ‘Afrikanischer Sozialismus’ und die Entwicklungspolitik der beiden deutschen Staaten: Akteure, Beziehungen und Handlungsspielräume, 1961–1990
- 2021: Andreas Greiner: Tensions of transport. Human porterage and state formation in colonial East Africa, c. 1890–1914; Siga Maguiraga: Les étudiants maliens en Turquie de 2006 a nos hours : Mobilité et trajectoires socio-éducatives des jeunes ouest-africains
- 2023: Immanuel Harisch: Great Hopes, False Promises. African Trade Unions in the World of Organized Labor. Institutions, Networks, and Mobilities during the Cold War 1950s and 1960s; Kim Sebastian Todzi: Der Woermann-Konzern und der deutsche Kolonialismus, 1837-1916